# Ludwig Conradt
Ludwig Conradt (* 26. Februar 1853 in Köslin (Pommern); † 31. August 1920 in Windhoek) war ein deutscher Händler, Farmer und Gelegenheitsdichter in Deutsch-Südwestafrika.

## Leben
Der Sohn des Postbeamten August Conradt und von Pauline, geb. Simon, erhielt eine Ausbildung zum Wasserbohrer. Am 4. April 1884 bewarb er sich bei dem Kaufmann Adolf Lüderitz und kam ein halbes Jahr später nach Angra Pequena, um dort Wasserbohrungen durchzuführen. Bei der Landung verunglückte das Schiff und sank, wobei alle wichtigen Werkzeuge verloren gingen. Conradt unternahm eine Expedition nach Aus, wo Lüderitz eine Station unterhielt. Über Land zog er weiter nach Walvis Bay, um dort für die Hope Mine nach Wasser zu bohren. Als die Arbeiten aufgegeben werden mussten, kam es zwischen Conradt und dem Leiter der Mine, Stapff, zum Bruch und Conradt legte den Dienst bei der Kolonialgesellschaft nieder. Über Kapstadt und London kehrte er nach Deutschland zurück, wo er in Berlin mit der Kolonialgesellschaft seinen Lohn abrechnete. 
Obwohl er bereits wieder eine Arbeit in Deutschland angenommen hatte, sehnte er sich nach Deutsch-Südwestafrika zurück und nahm die nächste Gelegenheit wahr, wieder dorthin zu kommen. Conradt nahm daher eine Stelle als Teilbevollmächtigter bei der Deutsch-Westafrikanischen Kompanie an, die deutsche Produkte in Südwestafrika absetzen wollte. Das für diese Produkte eingetauschte Vieh sollte auf einer eigens dafür vorgesehenen Farm großgezogen und in einer noch zu errichtenden Fleischkonservenfabrik verarbeitet werden. Die Gesellschaft machte jedoch Konkurs.
Nach seiner Kündigung beschloss er, Händler zu werden und gründete sein eigenes Warengeschäft in Rehoboth. Er kaufte die Farm Orumbo am Nossob, zwischen Otjihaenena und Otjivero. Während des Hererokriegs flüchtete er nach Rehoboth und verlor sein Vieh. Er gab humoristisch-satirischen Gedichte heraus, in denen er die Landesverhältnisse, insbesondere die Beamten, verspottete. Er blieb sein ganzes Leben Junggeselle. 
Die letzten Jahre verbrachte er von Rheumatismus und Alkoholismus gezeichnet auf seiner Farm, nur unterbrochen von zeitweiligen Kneipenaufenthalten in Windhoek. Während des Hererokrieges wohnte er auf der Farm Hohewarte, da seine eigene Farm zerstört war, und schrieb seine Lebenserinnerungen nieder. Er gilt als der erste Landesdichter von Südwestafrika. Seit Juni 1919 bewohnte er als Pächter die Farm Freiheit im Bezirk Gobabis. 1920 verstarb er im Krankenhaus der Katholischen Mission in Windhoek.

## Schriften
- Deutsch-Südwestafrikanische Seufzer. Humoristisch-satyrische Gedichte eines einsamen Farmers von Ludwig Conradt, Orumbo, Deutsch-Süd-West-Afrika, Zweite vermehrte Auflage Swakopmund, Deutsch-Süd-West-Afrika 1907.
- Erinnerungen aus zwanzigjährigem Händler- und Farmerleben in Deutsch-Südwestafrika, in: Beilagen zur Deutsch-Südwestafrikanischen Zeitung, Nr. 27 – 52 (1905); Nr. 1 – 19 (1906).
- Erinnerungen aus zwanzigjährigem Händler- und Farmerleben in Deutsch-Südwestafrika. Von Ludwig Conradt, Farmer, Orumbo, Deutsch-Südwestafrika. Geschrieben während des Hererokrieges 1904 (Typoskript National Archives of Namibia, Windhoek; erstellt von Frau Ursula Massmann)
- Erinnerungen aus zwanzigjährigem Händler- und Farmerleben in Deutsch-Südwestafrika. Herausgegeben, kommentiert und mit einer Einleitung versehen von Thomas Keil, Klaus Hess Verlag: Göttingen 2006. ISBN 3-933117-33-X
- Deutsch-Südwestafrikanische Seufzer. Humoristisch-satyrische Gedichte eines einsamen Farmers. Verlag: Andreas Vogt, Windhoek, Namibia 2012. ISBN 978-99945-73-54-7